# Charles Combe
Charles Combe (Londra, 23 settembre 1743 – 18 marzo 1817) è stato un medico e numismatico britannico.

## Biografia
Combe nacque in Southampton Street a Bloomsbury, dove suo padre, John Combe, svolgeva un'attività di speziale. Studiò alla Harrow School, e tra i suoi compagni di scuola ci furono sir William Jones e Samuel Parr. Raggiunse la sixth form, ma non andò all'università.
Giunto a Londra, studiò medicina, e alla morte di suo padre nel 1768 gli subentrò nell'attività. Nel 1783 gli fu conferita la laurea di dottore in medicina dall'University of Glasgow, e iniziò a praticare come medico ostetrico. Il 5 aprile 1784 fu ammesso ed by the Royal College of Physicians a licenziato come ostetrico; nel 30 giugno fu nominato uno dei governatori del St. Bartholomew's Hospital. In 1789 fu scelto come medico al British Lying-in-Hospital in Brownlow Street, e, lasciando l'incarico nel 1810 fu nominato consulente di quella istituzione. Ebbe anche una intensa attività privata e raccolse una collezione di materia medica, che fu acquistata dal College of Physicians poco dopo la sua morte.
Combe nel gennaio 1771 fu nominato membro della Society of Antiquaries of London e l'11 gennaio 1776 divenne membro della Royal Society. Morì, dopo breve malattia nella sua casa in Vernon Place, Bloomsbury Square, a settantaquattro anni e fu sepolto al Bloomsbury cemetery, Brunswick Square. Un ritratto di Combe fu dipinto da Medley, e inciso da N. Branwhite.

## Pubblicazioni
Nel 1773 fece la conoscenza di William Hunter l'anatomista; Combe ne divenne amico e l'aiutò a mettere assieme la sua collezione di monete. Combe aveva contemplato un catalogo completo della collezione di monete di Hunter, me ne pubblicò solo una parte, la sua Nummorum veterum Populorum et Urbium qui in Museo Gulielmi Hunter asservantur Descriptio, figuris illustrata, London, 1782. Una prefazione in latino riporta la storia della collezione di Hunter. Combe fu nominato uno dei tre fiduciari cui Hunter (che morì nel 1783) lasciò in uso il suo museo per trent'anni, dopo i quali la collezione passò alla Glasgow University. Combe pubblicò anche un lavoro sulle ‘large brass coins’ (grandi bronzi), entitolato Index nummorum omnium imperatorum, Augustorum et Cæsarum …, Londra, 1773. Arrida al regno di Domiziano.
Nel 1788 Combe iniziò a lavorare con Henry Homer dell'Emmanuel College a Cambridge, a una edizione di Orazio, con note variorum; anche Samuel Parr in origine avrebbe dovuto prendere parte a questo lavoro. Homer morì prima che fosse stato completato il primo volume, e Combe terminò da solo il lavoro, che fu pubblicato come ‘Q. Horatii Flacci Opera cum variis lectionibus, notis variorum et indice completissimo,' 2 voll. 1792–3. Errori, specialmente nelle citazioni in greco nelle note, furono commentati severamente da Parr sul  British Critic. Combe replicò con ‘A Statement of Facts,' &c., e Parr gli rispose in ‘Remarks on the Statement of Dr. Charles Combe,' 1795.
Combe scrisse una memoria anteposta al catalogo di vendita della biblioteca di Richard Southgate e contribuì all'appendice del Medals of Thomas Simon, 2nd edit. 1780, di George Vertue. Oltre alle monete, collezionò libri rari, specialmente edizioni della Bibbia, alcuni dei quali furono acquistati dal British Museum.

## Famiglia
Sposò nel 1769, Arthey, l'unica figlia di Henry Taylor: La coppia ebbe quattro figli; Il più vecchio fu Taylor Combe.